# Nu tar vi Cleopatra
Nu tar vi Cleopatra (engelska: Carry On Cleo) är en brittisk komedifilm från 1964 i regi av Gerald Thomas. I huvudrollerna ses Sid James, Kenneth Williams, Kenneth Connor, Charles Hawtrey, Jim Dale och Amanda Barrie.

## Rollista i urval
- Sid James - Marcus Antonius
- Kenneth Williams - Julius Caesar
- Charles Hawtrey - Seneca
- Kenneth Connor - Hengist Pod
- Joan Sims - Calpurnia
- Jim Dale - Horsa
- Amanda Barrie - Cleopatra
- Victor Maddern - fältväbel
- Julie Stevens - Gloria
- Sheila Hancock - Senna Pod
- Jon Pertwee - siare
- Brian Oulton - Brutus
- Michael Ward - Archimedes
- Francis de Wolff - Agrippa
- Tom Clegg - Sosages
- Tanya Binning - Virginia
- David Davenport - Bilius
- Peter Gilmore - galärbefäl
- Ian Wilson - budbärare
- Norman Mitchell - häcklare
- Brian Rawlinson - kusk
- Gertan Klauber - Marcus
- Warren Mitchell - Spencius
- Michael Nightingale - grottman
- Peter Jesson - följeslagare
- E. V. H. Emmett - berättare